# Bassiana (Armênia)
Bassiana (em grego: Βασσιανή; romaniz.: Bassianḗ), segundo a Geografia de Ananias de Siracena (século VII), foi uma gavar (cantão) da província de Airarate, na Armênia, no vale superior do Araxes.

## Nome
O nome do distrito surgiu da tribo dos fasianos registrada por Xenofonte. Foi registrado em armênio como Baseã (Բասեն, Basean) e Bassém (ԲասԷն, Basēn), em turco como Bassene ou Passene (Basen ou Pasen) em georgiano como Bassiani (ბასიანი, Basiani) e em grego como Fassiana (em grego: Φασσιανή, Phassianḗ), Passianom (Πασσιανών, Passianṓn) e Bassiana (Βασσιανή, Bassianḗ) É possível que seja o Fauena (Φαυηνη, Phauēnē; *Phasiene?) mencionado por Estrabão.

## Geografia
Bassiana compreendia uma área de 2 525 quilômetros quadrados no vale superior do Araxes e na bacia do rio Murde (rio Hassancale), com sede em Bassiana (atual Passinler). Boa parte do distrito era formado pela planície de Bassiana, que se configura numa planície perfeitamente plana, enquanto o restante do território apresenta uma superfície ondulada. Dada essa característica, muitas vezes Bassiana foi chamado de "grande vale" ou "vale vasto". Ficou historicamente conhecida por sua produção de cereais. Fazia divida com Carenitis a oeste e Abélia e Havenúnia a leste.

## História

Bassiana (ao centro) sob controle da Família Mamicônio

Bassiana, até o século IV, foi controlado pela família Ordúnio, destruída sob ordens do rei Cosroes III (r. 330–339). Com o fim da família, foi legada à Igreja Apostólica Armênia. Em 577, o general Tamcosroes fez campanha ali contra as tropas bizantino-armênias. Em 591, com a concessão de vastas porções da Persarmênia ao imperador Maurício (r. 582–602) pelo xainxá Cosroes II (r. 590–628), foi incorporado na recém-fundada província da Armênia Inferior. Em 605/6, Senitão Cosroes novamente derrotou os bizantinos ali. Em 606/7 ou 607/8, foi novamente invadido, agora por Astate Iestaiar e supostamente Teodósio, filho do imperador morto Maurício. Foi saqueado por curramitas durante o reinado de Teófilo (r. 829–842), talvez em 834. Na invasão, muitas pessoas da cidade de Gomazor foram massacradas.  Durante o reinado de Musel I (r. 962–984), Bassiana foi conquistada e incorporada no Reino de Vananda.
No primeiro cartel do século XI, as províncias de Taique (Ibéria), Bassiana e Teodosiópolis e os distritos de Bagrauandena, Apaúnia e Taraunitis foram divididos entre os Ducados da Ibéria e Cáldia bizantinos. Em 1048, Bassiana, a região entre Teodosiópolis e Arzena e também o distrito de Mananália, perto do rio Tusla, foram saqueados em 1048 pelo general seljúcida Ibraim Inal. Nesse ano, as tropas bizantinas confrontaram os invasores com ajuda da Geórgia na Batalha de Capetron, entre Teodosiópolis e Bassiana. Em 1054, o sultão Tugril I (r. 1037–1063), em sua marcha a Teodosiópolis, passou por Turuberânia, Apaúnia, Bassiana e Du (Alto Tuia). Desde o século XVI, foi incorporado ao sanjaco de Passine do eialete de Erzurum do Império Otomano. No final do século XIX, no entanto, tornar-se-ia um caza (distrito) do sanjaco de Erzurum do vilaiete de Erzurum. Em 1891, as autoridades otomanas contabilizaram 46 654 habitantes no caza, dos quais 39 007 eram muçulmanos, 7 275 eram armênios e os restantes 369 foram classificados como outros. Em 1909, contabilizou-se 169 aldeias e um total de 12 400 residentes armênios. Os armênios da região foram mortos ou deportados durante o genocídio armênio de 1915.